# Forces occultes
Forces occultes. Aux coeur de la Franc-Maçonnerie is een Franse antimaçonnieke propagandafilm van 43 minuten uit de Tweede Wereldoorlog.

## Verhaal
Het verhaal speelt zich af in Parijs, aan het einde van de jaren 1930. Pierre Avenel is een Frans volksvertegenwoordiger, die in het parlement zowel de socialisten en communisten als liberalen (hier "kapitalisten" genoemd) aanvalt die beiden Frankrijk te gronde richten. Deze actie wordt opgemerkt door een aantal verkozenen die vervolgens Avenel contacteren met de vraag of hij zich in de vrijmetselarij wil laten inwijden. Avenel gaat in op de uitnodiging tot een gesprek in de rue Cadet, waar het Grootoosten van Frankrijk is gevestigd. Vervolgens volgt het inwijdingsritueel. Na afloop wordt Avenel voor een drankje uitgenodigd in de Vochtige Kamer, waar hij voor het eerst geconfronteerd wordt met de intriges.
In de loop van de film wordt het Avenel duidelijk dat hij door de vrijmetselarij wordt misbruikt om contacten te leggen, waarvan de legaliteit ter discussie staat. Het schandaal rond de oplichter Alexandre Stavisky, waarbij er tijdens een protestmars in Parijs (dit gebeurde op 6 februari 1934) verschillende doden vielen, plaatst de vrijmetselarij, door antimaçonnieke kranten ervan beschuldigd betrokken partij te zijn, in een negatief daglicht. Uiteindelijk verlaat Avenel, totaal gedesillusioneerd, zijn loge. Wegens dit verraad kan hij net aan een moordaanslag ontsnappen. Herstellend in het ziekenhuis verneemt hij de Franse oorlogsverklaring aan Duitsland, beseffend dat dit een actie van de vrijmetselarij is om haar macht uit te breiden.

## Rolverdeling
| Acteur           | Personage     |
| ---------------- | ------------- |
| Maurice Rémy     | Pierre Avenel |
| Marcel Vibert    |               |
| Auguste Bovério  | Bovério       |
| Gisèle Parry     | Madame Avenel |
| Léonce Corne     |               |
| Pierre Darteuil  |               |
| Marcel Raine     |               |
| Louise Flavie    |               |
| Simone Arys      |               |
| Colette Darfeuil |               |
| Henri Valbel     |               |

## Productie
Aan het begin van de bezetting van Frankrijk wordt de vrijmetselarij op 13 augustus 1940 door de Duitsers verboden. Om de publieke opinie te bespelen organiseert de bezetter, samen met het collaborerende Vichyregime, een antimaçonnieke tentoonstelling in het Grand Palais in Parijs. Historicus Bernard Faÿ krijgt de opdracht alle maçonnieke archieven in de Bibliothèque Nationale te verzamelen, en wordt later minister van joodse en maçonnieke aangelegenheden in de Vichy-regering. In 1942 wordt Jean Marquès-Rivière, voormalig vrijmetselaar en auteur van onder meer La Franc-maçonnerie d'après ses documents secrets (1934) gecontacteerd om een antimaçonniek filmscenario te schrijven. De regie is in handen van Paul Riche, synoniem van Jean Mamy. De opnamen beginnen op 9 september 1942 in de NOVA-studio's in Courbevoie en op locatie in Parijs. De film gaat op 9 maart 1943 in première in Cinéma des Champs-Elysées. Waarschijnlijk werd de film ook in bezet België vertoond, hoewel in zeer beperkte mate: slechts 1 kopie ervan werd - bij toeval - in 1982 in de gebouwen van het Grootoosten van België teruggevonden.
De gebruikte rekwisieten in de film, zoals rituele voorwerpen en meubilair, zijn deels afkomstig uit loges die na het verbod op de vrijmetselarij in 1940 waren onteigend. Tijdens de Duitse bezetting werden in zowel Frankrijk, België als Nederland logegebouwen leeggehaald en ceremoniële voorwerpen overgebracht naar instituten zoals het Institut zur Étude des Questions Juives et Maçonniques in Parijs of de Hohe Schule in Frankfurt.

## Doelstellingen
Als propagandafilm is Forces occultes geslaagd te noemen: de film biedt de toeschouwer, die in de meeste gevallen neutraal stond ten overstaan van de vrijmetselarij de mogelijkheid zich te associëren met het hoofdpersonage. Door de handeling in de jaren voor de Tweede Wereldoorlog te laten plaatsvinden, waarbij zowat alle personages uit de film zowel vrijmetselaar als politicus of als jood worden voorgesteld, willen de filmmakers inspelen op het sentiment van de toeschouwers. Deze vragen zich immers af waarom Frankrijk de oorlog heeft verloren. Het is de uitdrukkelijke bedoeling van de filmmakers om alle verantwoordelijkheden hiervoor naar het complot van de judeo-maçonnerie af te schuiven. Er wordt bijvoorbeeld geen enkel moment naar Duitsland of het nationaalsocialisme verwezen. De expressionistische belichting, de dramatische muziek en het aanwenden van extra beangstigende elementen zoals de spin in de begingeneriek willen de toeschouwer verder sensibiliseren.
Omwille van deze redenen mag de film zeker niet als een correcte of historische weergave worden beschouwd, maar als een document dat enkel tot doel had de praktijk en ideologie van het nationaalsocialisme te rechtvaardigen.

## Na de oorlog
Na de bevrijding werd Jean Marquès-Rivière bij verstek ter dood veroordeeld; Jean Mamy werd wegens zijn banden met de Gestapo gefusilleerd. De film kreeg na de oorlog enige aandacht als historisch bronmateriaal in studies over antisemitische en antimaçonnieke beeldvorming. Ondanks haar propagandistisch karakter is de film bewaard gebleven als illustratie van de beeldtaal waarmee het Vichy-regime en de bezetter hun ideologische vijanden stigmatiseerden.

## Bijzonderheden
- Bij de begingeneriek wordt een wereldkaart getoond, waar alle landen, met uitzondering van Duitsland, Italië, Spanje en Japan en de door haar bezette gebieden, onder invloed van de judeo-maçonnerie worden getoond.
- In de gangen van het gebouw van het Grootoosten hangt een portret van de Amerikaanse president Franklin Roosevelt: dit willen de filmmakers interpreteren als een subtiele verwijzing naar de betrokkenheid van de Verenigde Staten in het grote maçonnieke complot.
- De uitgevoerde rituele handelingen zijn vrij realistisch, maar wel gedramatiseerd om het beoogde effect te kunnen bereiken. Er zijn bijvoorbeeld in het Reflectiekabinet, waar Avenel vlak vóór zijn inwijding zijn filosofisch testament schrijft, een aantal skeletten aanwezig om het lugubere en negatieve karakter van de vrijmetselarij te benadrukken.
- De film werd gedeeltelijk opgenomen in de authentieke tempels van het Grootoosten van Frankrijk in de rue Cadet in Parijs, die tijdens de Tweede Wereldoorlog door de Duitse bezetter waren onteigend.
- De film wordt soms samen met de Duitse film Geheimnisse der Freimaurerei (1943) en Italiaanse pamfletten beschouwd als onderdeel van een pan-Europese, op elkaar afgestemde propagandastrategie tegen vrijmetselarij.[3]